# Eugene Levy
Eugene Levy est un acteur, réalisateur et scénariste canadien, né le 17 décembre 1946 à Hamilton (Canada).

## Biographie
Il est notamment connu pour avoir tenu le rôle de Noah Levenstein, le père de Jim, dans la série de films American Pie ; il est le seul à apparaître dans les huit films.
Il obtient également une certaine notoriété pour avoir joué dans les productions suivantes : Magic Baskets, Bronx à Bel Air, Une journée à New York et Treize à la douzaine 2, mais aussi Summer Camp (2024).

## Filmographie
Sauf indication contraire, les informations mentionnées dans cette section peuvent être confirmées par la base de données cinématographiques IMDb,  présente dans la section « Liens externes ».

### Acteur

#### Cinéma
- 1971 : Foxy Lady
- 1973 : Cannibal Girls : Clifford Sturges
- 1979 : Le Vainqueur (Running) : Ritchie Rosenberg
- 1980 : Double Negative : Matt
- 1980 : Nothing Personal (en) : Marty
- 1981 : Métal hurlant (Heavy Metal) : Sternn / Reporter / Edsel (voix)
- 1983 : Bonjour les vacances (Vacation) : le vendeur de voitures
- 1983 : Going Berserk : Sal DiPasquale
- 1984 : Splash : Walter Kornbluth
- 1986 : Club Paradis (Club Paradise) : Barry Steinberg
- 1986 : Armé et Dangereux (Armed and Dangerous) : Norman Kane
- 1987 : Eugene Levy Discovers Home Safety
- 1989 : Cannonball 3 (Speed Zone!) : Leo Ross
- 1991 : Le Père de la mariée (Father of the Bride) : chanteur à l'audition
- 1992 : Once Upon a Crime... d'Eugene Levy : caissier du casino
- 1992 : Stay Tuned de Peter Hyams : Crowley
- 1994 : Les Complices (I Love Trouble) de Charles Shyer : Ray, Justice of the Peace
- 1995 : Le Père de la mariée 2 (Father of the Bride Part II) : M. Habib
- 1996 : Mes doubles, ma femme et moi (Multiplicity) : Vic
- 1996 : Waiting for Guffman : Dr Allan Pearl
- 1998 : Akbar's Adventure Tours : Stanford Wharton
- 1998 : Les Premiers Colons (Almost Heroes) : Guy Fontenot
- 1998 : Mister G. (Holy Man) : Guy on Background T.V.
- 1998 : Richie Rich : Meilleurs Vœux (Richie Rich's Christmas Wish) (vidéo) : professeur Keanbean
- 1999 : The Secret Life of Girls : Hugh Sanford
- 1999 : Quelle vie de chien ! (Dogmatic) : Larry
- 1999 : American Pie de Paul et Chris Weitz : Noah Levenstein
- 2000 : Silver Man : Leon
- 2000 : Bêtes de scène (Best in Show), de Christopher Guest : Gerald 'Gerry' Fleck
- 2000 : Un homme à femmes (The Ladies Man) de Reginald Hudlin : Bucky Kent
- 2001 : Les Pieds sur terre (Down to Earth) : Keyes
- 2001 : American Pie 2 de James B. Rogers : Noah Levenstein
- 2001 : Un amour à New York (Serendipity) : Bloomingdale's Salesman
- 2002 : Dupli-Kate (Repli-Kate) : Jonas Fromer / Repli-Jonas
- 2002 : Magic Baskets (Like Mike) : Frank Bernard
- 2003 : Bronx à Bel Air (Bringing Down the House) : Howie Rottman
- 2003 : A Mighty Wind, titre québécois Les Grandes Retrouvailles) de Christopher Guest : Mitch Cohen
- 2003 : Dumb & Dumberer : quand Harry rencontra Lloyd (Dumb and Dumberer: When Harry Met Lloyd) : principal Collins
- 2003 : American Pie : Marions-les ! (American Wedding) : Noah Levenstein
- 2004 : Une journée à New York (New York Minute) : Max Lomax
- 2005 : Le Boss (The Man) : Andy Fiddler
- 2005 : American Pie : No limit ! (vidéo) : Noah Levenstein
- 2005 : Treize à la douzaine 2 (Cheaper by the Dozen 2) : Jimmy Murtaugh
- 2006 : Curious George : Clovis (voix)
- 2006 : Nos voisins, les hommes (Over the Hedge) : Lou (voix)
- 2006 : For Your Consideration : Morley Orfkin
- 2006 : American Pie: String Academy : Noah Levenstein
- 2007 : American Pie présente : Campus en folie : Noah Levenstein
- 2009 : Astro Boy de David Bowers : Orrin (voix)
- 2009 : La Nuit au musée 2 (Night At The Museum : Battle of the Smithsonian) : Einstein
- 2009 : American Pie présente : Les Sex Commandements : Noah Levenstein
- 2009 : Hôtel Woodstock : Max Yasgur, le propriétaire du champ où se trouve le festival de Woodstock
- 2012 : American Pie 4 (American Reunion) de Jon Hurwitz et Hayden Schlossberg : Noah Levenstein
- 2012 : Fight Games : Dr Glatt, le père de Doug
- 2013 : Retour vers le BT : S. Sardarian
- 2014 : Broadway Therapy (She's Funny That Way)
- 2016 : Le Monde de Dory : Charlie (voix)
- 2024 : Summer Camp de Castille Landon (en) : Stevie[1]

#### Télévision
- 1976 : The Sunshine Hour (série télévisée)
- 1976 : Stay Tuned (série télévisée)
- 1983 : SCTV Channel (série télévisée) : divers rôles
- 1985 : Martin Short: Concert for the North America (TV) : Stupid Eddie / Voix de Buddy
- 1985 : The Canadian Conspiracy (TV) : Divers rôles
- 1985 : The Last Polka (TV) : Stan Shmenge / Ma Shmenge
- 1986 : Billy Crystal: Don't Get Me Started (TV) : Morty Arnold
- 1987 : Bride of Boogedy (TV) : Tom Lynch
- 1988 : Biographies: The Enigma of Bobby Bittman (TV) : Bobby Bittman
- 1989 : I, Martin Short, Goes Hollywood (TV) : directeur du studio (voix)
- 1989 : Camp Candy (série télévisée) (voix)
- 1992 : Partners 'n Love (TV) : David Grodin
- 1995 : Harrison Bergeron de Bruce Pittman (TV) : président McCloskey
- 1997 : Hiller and Diller (série télévisée) : Gordon Schermerhorn
- 1999 : D.O.A. (TV)
- 2001 : Club Land (TV) : Philly Green
- 2001 : The Sports Pages (TV) : M. White (sketch The Heidi Bowl)
- 2001 : Sexe et Dépendances (Off Centre, appartement 6D) (TV) : Dr Barry Wasserman (Pipi Doc)
- 2001 : Committed (série télévisée) : Joe Larsen (voix)
- 2001 : The Kid (TV) : Père (voix)
- 2002-2004 : Greg the Bunny (série télévisée) : Gil Bender
- 2010 : Hitched
- 2012 : I, Martin Short, Goes Home : Mr. Mortimer Rickards
- 2013 : Package Deal : McKenzie
- 2014 : Working the Engels : Arthur Horowitz
- 2015-2020 : Schitt's Creek : Johnny Rose
- 2023 : The Reluctant Traveler : lui-même
- 2024 : Only Murders in the Building : Lui-même, interprétant la version cinématographique de Charles

### Scénariste
- 1995 : The Show Formerly Known as the Martin Short Show (TV)
- 1985 : The Last Polka (TV)
- 1988 : Biographies: The Enigma of Bobby Bittman (TV)
- 1994 : Sodbusters (TV)
- 1996 : Waiting for Guffman
- 1999 : D.O.A. (TV)
- 2000 : Bêtes de scène (Best in Show), de Christopher Guest
- 2003 : A Mighty Wind, titre québécois Les Grandes Retrouvailles) de Christopher Guest

### Réalisateur
- 1988 : The Second City Toronto 15th Anniversary (TV)
- 1989 : I, Martin Short, Goes Hollywood (TV)
- 1990 : Maniac Mansion (TV)
- 1992 : Once Upon a Crime...
- 1992 : Partners 'n Love (TV)
- 1994 : Sodbusters (TV)
- 1994 : The Martin Short Show (série télévisée)

### Compositeur
- 1994 : Sodbusters (TV)

### Producteur
- 1985 : The Last Polka (TV)
- 1988 : The Second City Toronto 15th Anniversary (TV)

### Directeur de la photographie
- 1969 : The Columbus of Sex

## Distinctions
Sauf indication contraire, les informations mentionnées dans cette section peuvent être confirmées par la base de données cinématographiques IMDb,  présente dans la section « Liens externes ».

### Récompenses
- 1973 : Festival international du film de Catalogne : Meilleur acteur pour Cannibal Girls
- 1982 : Primetime Emmy Awards : Écriture exceptionnelle dans un programme de variété ou de musique pour SCTV Network 90
- 1983 : Primetime Emmy Awards : Écriture exceptionnelle dans un programme de variété ou de musique pour SCTV Network 90
- 1994 : Banff Television Festival : : Sir Peter Ustinov Award
- 2000 : Blockbuster Entertainment Awards : Acteur préféré de second rôle dans une comédie pour American Pie
- 2001 : Canadian Comedy Awards :
  - Écriture assez drôle pour Bêtes de scène
  - 'Performance masculine drôle pour Bêtes de scène
- 2002 : Canadian Comedy Awards : Performance masculine drôle pour American Pie 2
- 2003 :
  - New York Film Critics Circle Awards : Meilleur acteur de second rôle pour A Mighty Wind
  - Seattle Film Critics Awards : Meilleure musique pour A Mighty Wind
- 2004 :
  - Broadcast Film Critics Association Awards : Meilleur chanson pour A Mighty Wind
  - Canadian Comedy Awards :
    - Écriture assez drôle pour A Mighty Wind
    - Performance masculine drôle pour A Mighty Wind

  - Florida Film Critics Circle Awards : Meilleur Casting pour A Mighty Wind
  - Gemini Awards : Earle Grey Award
  - Grammy Awards : Meilleur chanson écrite pour un Film, télévision ou autres supports visuels pour A Mighty Wind
  - Satellite Awards : Meilleure performance par un acteur dans un second rôle, comédie ou comédie musicale pour A Mighty Wind
- 2021 : Satellite Awards : Meilleur acteur dans une série télévisée comique ou musicale pour Schitt's Creek

### Nominations
- 1984 : CableACE Awards : Scénario de comédie ou programme musical pour SCTV Channel
- 1985 : CableACE Awards :
  - Performance in a Comedy Special pour Biographies: The Enigma of Bobby Bittman
  - Comedy Special pour Biographies: The Enigma of Bobby Bittman
- 1989 : CableACE Awards : Directing a Comedy Special pour Biographies: The Enigma of Bobby Bittman
- 1992 : Gemini Awards :
  - Meilleure série comique pour Maniac Mansion
  - Meilleur scénario pour une comédie ou un programme de variété pour Maniac Mansion
- 1993 : Gemini Awards : Meilleure série comique pour Maniac Mansion
- 1994 : Gemini Awards : Meilleure série comique pour Maniac Mansion
- 1998 : Independent Spirit Awards : Meilleur scénario pour Waiting for Guffman
- 2000 : American Comedy Awards : Acteur de second rôle le plus drôle dans un film pour American Pie
- 2001 : Writers Guild of America : Meilleur scénario écrit directement pour l'écran pour Bêtes de scène
- 2003 :
  - Seattle Film Critics Awards : Meilleur scénario pour A Mighty Wind (seconde place)
  - Teen Choice Awards : Choice Movie Chemistr pour Bringing Down the House
- 2004 :
  - Independent Spirit Awards : Meilleur scénario pour A Mighty Wind
  - Los Angeles Film Critics Association Awards : Meilleure musique pour A Mighty Wind (seconde place)
  - Online Film & Television Association : Meilleure musique, chanson originale pour A Mighty Wind
  - Phoenix Film Critics Society Awards : Meilleur casting pour A Mighty Wind
  - Teen Choice Awards : Choice Movie Liar pour Une journée à New York (New York Minute)
- 2006 :
  - Gotham Awards : Meilleur casting pour For Your Consideration
  - Razzie Awards : Pire acteur de second rôle pour Treize à la douzaine 2 et Le Boss
- 2021 :
  - Golden Globe du meilleur acteur dans une série télévisée musicale ou comique pour Schitt's Creek[2]
  - Critics' Choice Television Awards du meilleur acteur dans une série télévisée camedie ou musicale pour Bienvenue à Schitt's Creek[3]
  - Screen Actors Guild Award du meilleur acteur dans une série télévisée comique pour Bienvenue à Schitt's Creek

## Voix françaises
En France, Michel Papineschi est la voix française régulière d'Eugene Levy depuis American Pie.
Au Québec, l'acteur est régulièrement doublé par Jean-Marie Moncelet.